# 1349
1349 (MCCCXLIX) je bilo navadno leto, ki se je po julijanskem koledarju začelo na četrtek.

## Dogodki

### EpidemijaČrne smrti
- 9. januar - Meščani Basla v Švici[1] za uničujočo kugo okrivijo tamkajšnjo judovsko skupnost. Med 50 in 70 tamkajšnjih Judov natrpajo v uto na otočku na Renu in jih sežgejo. Judovske otroke prisilno krstijo in jih potaknejo po samostanih. Podobna usoda doleti večino judovskih skupnosti.
- 22. januar - Speyer, Pfalška: pomorjenih je 400 Judov.
- 30. januar - Freiburg im Breisgau, Švabska: tudi tamkajšnja judovska skupnost je uničena.
- 14. februar - Strasbourg: četudi mesta sploh še ni prizadela kuga, na grmadi konča več kot 2.000 tamkajšnjih Judov, ne glede na spol in starost. Morija traja šest dni.
- 21. marec - Meščani Erfurta v Turingiji v linču pomorijo več kot 900 tamkajšnjih Judov.
- maj - Kuga se razširi na Irsko.

- 20. maj - Zaradi kuge umre angleški kancler in canterburyjski nadškof John de Ufford. Nasledi ga učenjak Thomas Bradwardine, ki ga doleti ista usoda (26. avgusta). Za tretjega canterburyjskega nadškofa v tem letu je imenovan Simon Islip.
- junij - Kuga doseže Ogrsko. Zboli tudi kralj Ludvik I., vendar preživi. V primerjavi z južno in zahodno Evropo je v pokrajinah Ogrske kraljevine dosti manj žrtev, vendar kuga kljub temu opustoši posamezne pokrajine.
- 6. junij - Papež Klemen VI. poskuša z bulo zaščititi Jude. V njej obsoja tiste, ki krivdo za kugo pripisujejo Judom, da so se pustili zapeljati hudiču. Na duhovščino pritiska naj zaščiti Jude. Pri ugotovitvah se papež opira na medicinsko mnenje osebnega zdravnika Gvida de Chauliaca, ki je prebolel in natančno proučil kugo. Medicinskih vzrokov sicer zanjo ni našel, jo je pa natančno opisal, izdal priporočila in kritiziral iskanje grešnih kozlov med Judi, ki naj bi po splošnem prepričanju zastrupljali vodnjake.
- julij - Askøy, Norveška: v juniju ali juliju prispe kuga na Norveško. Od tam se razširi vzdolž obale in preskoči še na Islandijo. Drugi val kuge se v Skandinavijo širi preko Danske.
- 24. julij - Frankfurt na Majni: pogrom na Judi odide izpod nadzora, ko začne panična drhal požigati judovski geto. Ogenj zajame mestno katedralo posvečeno sv. Jerneju, ki se nahaja v neposredni bližini geta.
- 23. avgust - Köln: življenje izgubi več tisoč Judov.
- 24. avgust - Kuga opustoši pribaltsko mesto Elbing. Prizadeta so predvsem obalna mesta, notranjost današnje Poljske in baltskih držav pa bistveno manj.
- september - Ogrska, Neapeljsko kraljestvo: ponoven izbruh kuge, potem ko je že kazalo, da je najhujše minilo. Kljub nevarnosti epidemije se ogrski kralj Ludvik I. po spodleteli invaziji ne misli odpovedati Neapeljskemu kraljestvu, kamor napoti nove vojaške enote pod vodstvom međimurskega barona in transilvanijskega vojvode Štefana II. Lackovića. Ludvik I. hkrati pripravlja še armado za novo in še večjo invazijo na Neapeljsko kraljestvo. V omenjenem kraljestvu medtem utrjuje svojo oblast Ludvik Tarantski na račun svoje soproge in kraljice Ivane I. 1350 ↔
- 11. september - Maubisson, Francija: kuga pogubi češko princeso Bono Luksemburško, ki je poročena s francoskim kronskim princem Ivanom Valoiškim. Ovodovelemu soprogu zapusti osem otrok. 1350 ↔
- 26. september - Ker prva bula proti pogromom nad Judi nima učinka, papež Klemen VI. izda še eno. Povsem drugačno moralno držo pokažejo  posvetne oblasti, ki pogrome nad Judi izkoristijo za zaplembo njihovega imetja. V tem podjetju prednjači nemški kralj Karel IV. Luksemburški.
- 20. oktober - Papež Klemen VI. izda bulo, v kateri obsodi pojav bičarjev.
- V Nürnbergu so precej natančni pri beleženju pogroma nad Judi. Na grmadi ali kako drugače konča 562 Judov, kar je tretjina tamkajšnje skupnosti.
- Anglija: ker je v Angliji pomrlo med 30 do 40 % populacije, drastično poraste cena delovne sile, zato pade angleška ekonomija v spiralo inflacije. Kralj Edvard III. poskuša z novimi zakoni fiksirati ceno delovne sile in hrane na stanje, ki je veljalo pred kugo. Pri tem nima uspeha. Klavrno ekonomsko stanje in socialni nemiri seveda preprečijo vsako nadaljevanje vojne s Francijo.
- Bližnji vzhod: kuga opustoši Meko. Skozi mesti Mosul in Bagdad gre že drugi val kuge. 1350 ↔

### Rimsko-nemško cesarstvo
- 24. januar - Milanskega vladarja Luchina Viscontija najverjetneje umori nezvesta soproga, ki jo je poprej nameraval usmrtiti, ko je razkril njeno nezvestobo. Z vladanjem nadaljuje njegov brat in sovladar Giovanni Visconti, ki je hkrati nadškof Milana. 1350 ↔
- 30. januar - Bavarska hiša Wittelsbaških ima po smrti rimsko-nemškega cesarja Ludvika IV.[2] velike težave z iskanjem ustreznega naslednika. Tega dne štirje nemški volilni knezi, nasprotniki hiše Luksemburških, izvolijo za novega nemškega (proti)kralja viteza Güntherja Schwarzburškega, ki pa se izkaže za (zelo) slabo izbiro.

- 30. marec - Viennoiški dofen[3] Humbert II., ki je močno zadolžen in brez naslendika, proda pravice do Viennoiške dofenije francoski kroni oziroma Filipu VI.. Pravno formalno dofenija ni priključena Franciji in ostane del Svetega rimskega cesarstva. Pogoj prodaje pa je, da se vsi francoski prestolonasledniki naslavljajo z nazivom "dofen", kar ostane praksa do Francoske revolucije.
- maj - Novi nemški (proti)kralj Günther Schwarzburški kljub vojaški izurjenosti ne pokaže politične prepričljivosti, zato njega in Witellsbaške zapustijo še zadnji pomembni zavezniki in preidejo na stran Luksemburških. Še več - Günther Schwarzburški po enem od porazov resno zboli in se odpove kroni za visoko vsoto denarja. Ludvik IV. ga izplača.
- 14. junij - Frankfurt na Majni: umre wittelsbaški kandidat za nemškega kralja Günther Schwarzburški. Češki in hkrati nemški Karel IV. Luksemburški postane ponovno edini nesporni kandidat za krono rimsko-nemškega cesarja, kar ↓
  - → 17. junija podkrepi s ponovno izvolitvijo v Frankfurtu in ↓
  - → 25. junija s ponovnim kronanjem v Aachnu.
- 14. avgust - Med diplomatskim potovanjem v Francijo umre kölnski nadškof Valram iz Jülicha. Nasledi ga njegov tajnik Viljem iz Gennepa.

### Ostalo
- avgust - Rekonkvista: kastiljski kralj Alfonz XI. začne ponovno oblegati Gibraltar. Ker se pripravlja na dolgo obleganje, zgradi mesto pred ožino, ki vodi do utrjenega polotoka. 1350 ↔
- 21. maj - objavljen prvi del Dušanovega zakonika
- 18. avgust - Papež Klemen VI. razglasi naslednje leto 1350 za jubilejno leto.
- 6. oktober - Umrlo navarsko kraljico Ivano II., ki bi bila upravičena do francoske krone, če je ne bi spodnesel aktualni kralj Filip VI. s pravnimi mahinacijami, nasledi njen sin Karel II.. V dedovanje grofije Angoulême, ki bi tudi morala pripadati Karlu II., se vmeša angleški kralj Edvard III., ki grofijo podeli svojemu konstablu, kastiljskemu plemiču Karlu de La Cerdi.
- 25. oktober - Bitka pri Llucmajorju: aragonski kralj Peter IV. ubrani Majorko v zadnjem poskusu njegovega bratranca in odstavljenega majorškega kralja Jakoba III., da bi osvojil omenjeno otočno kraljevino. Jakob III. pade v boju.
- 18. november - Umrlega meissenškega mejnega in turinškega deželnega grofa Friderika II. nasledi sin Friderik III., ki si razdeli oblast še z ostalimi tremi mlajšimi brati.
- Papež Klemen VI. razveljavi poroko med  Williamom Montaguejem, 2. grofom Salisburyjem[4] ter Ivano Kentsko, ki je priznala, da je že 9 let skrivoma poročena z grofom Kentom Thomasom Hollandom.
- Bizantinsko-genovska vojna (1348–49): Genovčani, ki so se utrdili na Galati nasproti Konstantinopla v hitri potezi uničijo tisto, kar naj bi se imenovalo bizantinska flota. Bizantinci se maščujejo s katapultiranjem bal gorečega sena, ki požgejo predvsem pristaniško infrastrukturo Galate s skladišči. Po nekaj tednih prask obe strani vklopita diplomacijo in skleneta mir. Genovčani vrnejo ozemlja okoli obzidja Galate in izplačajo Bizantincem vojno odškodnino, le-ti pa pustijo Genovčane in njihovo trgovino pri miru. 1350 ↔
- Magreb: odstavljenemu marinidskemu sultanu Abu al-Hasanu, ki je kot brodolomec končal na obali alžirske kraljevine Tlemcen, se uspe prebiti do Alžira, kjer ima še njemu zvesto vojsko. Uporna vojska Tlemcena, ki izkaže svojo zvestobo obnovljeni zajnidski dinastiji, mu sledi in ga porazi. Premagani Abu al-Hasan se z ostanki zvestih privržencev umakne v južni Maroko, kjer ima še nekaj privržencev. Med potjo se izogiba spopadu z vojsko svojega sina in novega sultana Abu Inana Farisa. 1350 ↔
- Rim: Večno mesto strese silovit potres, ki med drugim poruši južni zunanji del Koloseja, kar zagotovi obilo gradbenega materiala za naslednja leta. Kolosej je takrat bil verjetno utrdba družine Frangipani.
- Potovanja maroškega popotnika Ibn Batute: vračajoč domov iz Levanta pripluje do Tunizije. Od tam naredi še zadnji krajši ekskurz na Sardinijo. Še istega leta prispe nazaj v rojstni Tanger, kjer izve, da mu je pred komaj nekaj meseci umrla še mati. Doma ne najde miru, zato se že po nekaj dneh odpravi v muslimansko Andaluzijo, ki se je ponovno znašla na udaru krščanskih vojska. 1350 ↔

## Rojstva
- Albert III. Habsburški, avstrijski vojvoda, habsburški grof (VII.) († 1395)

## Smrti
- 24. januar - Luchino Visconti, italijanski plemič, vladar Milana (* 1287)
- 1. marec - Ibn Fadlalah al-Umari, arabski zgodovinar (* 1301)
- 20. maj - John de Ufford, angleški kancler, canterburyjski nadškof
- 14. junij - Günther Schwarzburški, nemški protikralj (* 1304)
- 14. avgust - Valram iz Jülicha, kölnski nadškof (* 1304)
- 26. avgust - Thomas Bradwardine, angleški filozof in teolog, matematik, canterburyjski nadškof (* 1295)
- 6. oktober - Ivana II., francoska princesa, kraljica Navarre (* 1311)
- 25. oktober - Jakob III., kralj Majorke (* 1315)
- 11. september - Bona Luksemburška, češka princesa (* 1315)
- 18. november - Friderik II., meissenški mejni grof, turinški deželni grof (* 1310)

Neznan datum
- Agnolo di Ventura, italijanski arhitekt (* 1290)
- Hamdollah Mostowfi, perzijski zgodovinar, geograf, pesnik (* 1281)
- Janez iz Mirecourta, francoski filozof in teolog  (* 1300)
- John Clyn, irski kronist (* 1286)
- Margareta Češka, ogrska kraljica (* 1335)
- Richard Rolle, angleški teolog, mistik, svetnik
- Robert Holcot, angleški dominikanec, teolog, biblicist, filozof (* 1290)